# Kunio Nakagaki
Kunio Nakagaki (中垣 國男, Nakagaki Kunio) (24 juin 1911 – 2 avril 1987) est un ministre de la Justice japonais. Militant pro peine de mort, il donne son accord à l'exécution de 33 personnes, dont Matsuo Fujimoto et Ri Chin'u, dont l'histoire a inspiré le film  La Pendaison de Nagisa Oshima. Le 11 septembre 1962, Il ordonne l'exécution de Fujimoto qui est mis à mort trois jours plus tard. Il a également essayé d'obtenir la mort de Sadamichi Hirasawa, sans succès. Hirasawa meurt de mort naturelle le 10 mai 1987.

## Source de la traduction
- (en) Cet article est partiellement ou en totalité issu de l’article de Wikipédia en anglais intitulé « Kunio Nakagaki » (voir la liste des auteurs).